# Irisgletsjer
De Irisgletsjer is een gletsjer in Nationaal park Noordoost-Groenland in het oosten van Groenland.
De gletsjer dankt haar naam aan de diverse kleuren die erg lijken op de iris van een oog.

## Geografie
De gletsjer is noordoost-zuidwest georiënteerd en heeft een lengte van meer dan tien kilometer. Ze mondt in het zuidwesten uit in een gletsjerrivier dat via het Promenadedal afwatert. De gletsjer is een kleine tak van de Wordiegletsjer en de Irisgletsjer wordt in het noordoosten door deze gevoed.
De gletsjer ligt in het Stenoland.
Ongeveer twaalf kilometer naar het westen ligt de Vibekegletsjer en op tien kilometer naar het noordoosten de Grantagletsjer.